# Grandchamp (Yonne)
 (janvier 2023).
La mise en forme du texte ne suit pas les recommandations de Wikipédia : il faut le « wikifier ».
Les points d'amélioration suivants sont les cas les plus fréquents. Le détail des points à revoir est peut-être précisé sur la page de discussion.
- Les titres sont pré-formatés par le logiciel. Ils ne sont ni en capitales, ni en gras.
- Le texte ne doit pas être écrit en capitales (les noms de famille non plus), ni en gras, ni en italique, ni en « petit »…
- Le gras n'est utilisé que pour surligner le titre de l'article dans l'introduction, une seule fois.
- L'italique est rarement utilisé : mots en langue étrangère, titres d'œuvres, noms de bateaux, etc.
- Les citations ne sont pas en italique mais en corps de texte normal. Elles sont entourées par des guillemets français : « et ».
- Les listes à puces sont à éviter, des paragraphes rédigés étant largement préférés. Les tableaux sont à réserver à la présentation de données structurées (résultats, etc.).
- Les appels de note de bas de page (petits chiffres en exposant, introduits par l'outil «  Source ») sont à placer entre la fin de phrase et le point final[comme ça].
- Les liens internes (vers d'autres articles de Wikipédia) sont à choisir avec parcimonie. Créez des liens vers des articles approfondissant le sujet. Les termes génériques sans rapport avec le sujet sont à éviter, ainsi que les répétitions de liens vers un même terme.
- Les liens externes sont à placer uniquement dans une section « Liens externes », à la fin de l'article. Ces liens sont à choisir avec parcimonie suivant les règles définies. Si un lien sert de source à l'article, son insertion dans le texte est à faire par les notes de bas de page.
- La présentation des références doit suivre les conventions bibliographiques. Il est recommandé d'utiliser les modèles {{Ouvrage}}, {{Chapitre}}, {{Article}}, {{Lien web}} et/ou {{Bibliographie}}. Le mode d'édition visuel peut mettre en forme automatiquement les références.
- Insérer une infobox (cadre d'informations à droite) n'est pas obligatoire pour parachever la mise en page.

Pour une aide détaillée, merci de consulter Aide:Wikification.
Si vous pensez que ces points ont été résolus, vous pouvez retirer ce bandeau et améliorer la mise en forme d'un autre article.
Pour les articles homonymes, voir Grandchamp.
Grandchamp est une ancienne commune française, située dans le département de l'Yonne en région Bourgogne-Franche-Comté, devenue, le 1er janvier 2016, une commune déléguée de la commune nouvelle  de Charny-Orée-de-Puisaye.

## Géographie
Le territoire de Grandchamp, qui appartient au sud Bassin parisien, est composé de sols argilo-calcaires du crétacé supérieur. Il est arrosé par l'Ouanne qui le divise en trois zones. Le nord-est est constitué d'un plateau, majoritairement boisé, qui culmine à 220 m dans la garenne de Château-Gaillard, tandis que le sud-ouest est occupé par un plateau moins boisé qui culmine au bois des Touches, à l'altitude sensiblement équivalente de 216 m . Entre les deux, la large vallée de l'Ouanne, qui descend jusqu'à 155 m au Moulin de Plancy, déploie ses belles prairies naturelles et ses peupleraies.
Le paysage est légèrement vallonné, les champs sont souvent bordés de haies bocagères. On y trouve de nombreux bois et des mares qui contribuent à entretenir la biodiversité.
L'énergie fournie naturellement par la rivière était exploitée dans le passé par quatre moulins. L'un situé en amont du village appelé la Forge, dans la seigneurie de La Grange, devait permettre une petite activité métallurgique mettant en valeur les quelques dépôts ferrugineux superficiels présents sur les plateaux. Le second moulin est dans le bourg même, le troisième, appelé le moulin du Foulon Brosset, est situé à la sortie du village et le dernier en aval dans la seigneurie de Plancy.

### Lieux-dits et écarts
Les lieux-dits suivis d'un astérisque sont situés à l'écart de la route indiquée.
B
- Le Barbet,             Rte de Tannerre (D 160)
- Bel Air*,              Rte de Sommecaise (D 14)
- Les Bindeux*,          Rte des Chaumes Blanches (vers Villiers)
- La Bonde,              Rte de Champignelles (D 14)
- Les Grands Brossards,  Rte de Sommecaise (D 14)
- Les Petits Brossards,  Rte de Sommecaise (D 14)

C
- La Canaterie,          Chemin de la Martinerie
- La Cendronnerie,       Rte de Vauvillon
- Le Champ du Coignot*,  Rte de Vauvillon
- Le Champ au Loup*,     Rte de Tannerre (D 160)
- Le Champ des Oiseaux*, Rte de Champignelles (D 14)
- Le Champ du Puits*,    Rte de Sommecaise (D 14)
- Les Chaumes Blanches,  Rte des Chaumes Blanches (vers Villiers)
- Les Clausses*,         Rte des Chaumes Blanches (vers Villiers)
- La Closerie,           Rte de Villiers-Saint-Benoît (D 950)
- Les Comtes*,           Rte du moulin de Plancy
- Les Coutants,          Rte de Champignelles (D 14)

D
- Les Delétangs*,        Rte de Sommecaise (D 14)

F
- Les Fléchets,          Rte de Villiers-Saint-Benoît (D 950)
- Foulon Brosset,        Rte de Saint-Denis-sur-Ouanne (D 950)

G
- Les Gélisses*,         Rte des Chaumes Blanches (vers Villiers)
- La Girauderie*,        Rte de Sommecaise (D 14)
- Les Godets*,           Rte de Sommecaise (D 14)
- La Grange au Roi,      Rte de Villiers-Saint-Benoît (D 950)
- Le Grand Guillaume*,   Rte de Villiers-Saint-Benoît (D 950)

H
- Les Hauts Buissons*,   Rte de Villiers-Saint-Benoît (D 950)

L
- Les Lallus,            Chemin de la Martinerie
- La Latte*,             Rte de Sommecaise (D 14)
- Les Lavis,             Chemin de la Martinerie
- Les Lombards*,         Rte de Sommecaise (D 14)

M
- Les Maçonneries,       Rte de Champignelles (D 14)
- La Martinerie,         Chemin de la Martinerie
- Le Montois,            Rte de Vauvillon

O
- L'Orme*,               Rte de Sommecaise (D 14)

P
- Les Patouillats*,      Rte de Sommecaise (D 14)
- Le moulin de Plancy,   Rte du moulin de Plancy
- Plancy*,               Rte du moulin de Plancy
- Les Pinons*,           Rte des Chaumes Blanches (vers Villiers)

R
- La Ramerie*,           Rte de Tannerre (D 160)
- La Ronce*,             Rte de Villiers-Saint-Benoît (D 950)
- La Roncière,           Rte de Sommecaise (D 14)
- Les Roseaux,           Rte de Saint-Denis-sur-Ouanne (D 950)

S
- Le Singe Vert,         Rte de Villiers-Saint-Benoît (D 950)

T
- La Tuilerie,           Rte de Sommecaise (D 14)
- La Polonaise,          Rte de Saint-Denis-sur-Ouanne (D 950)

V
- Les Vachers*,          Rte de Sommecaise (D 14)
- Vauvillon,             Rte de Vauvillon
- Volvent*,              Rte de Sommecaise (D 14)

## Histoire

### Moyen Âge
Grandchamp est attesté dès le haut Moyen Âge. Vers l’an 638, Dagobert Ier, roi des Francs, donne à la basilique de la dame sainte Colombe [abbaye de Sainte-Colombe de Sens] et du seigneur saint Loup de Sens sa villam Grandem campum in Gaustinensi. Deux siècles plus tard, l’abbé de Sainte-Colombe, Supplicius, obtenait de l’empereur Louis le Débonnaire, en date du 10 juin 833, confirmation d’un précepte de son père Charlemagne par lequel ce prince rappelait que les rois Clothaire II  et Dagobert Ier avaient fait don au susdit monastère des villas quarum vocabula sunt Cersiacus et Grandis-Campus (Cuy et Grandchamp).
En 884, c’est au roi Carloman de confirmer, cette fois au profit de l’abbaye Saint-Germain d’Auxerre, la possession de quatre manses qui sont dans le pagus du Gâtinais, dans le village appelé Grandchamp, données à Saint-Germain par les nobles hommes Northgaudo et ses frères pour le salut de leurs âmes et pour le lieu de leur sépulture. Cette confirmation faisait suite à un privilège du pape Nicolas Ier  et à un précepte de l’empereur Charles-le-Chauve.
Au XIe s., à une date non précisée, Grandchamp apparaît dans une nomenclature des églises de l’archidiaconé de Sens, plus précisément parmi les quarante-neuf composant le Ministerium confié à cette époque au prêtre Frédéraire, qui inclut le futur doyenné de Courtenay. Sont également citées, entre autres, les églises de Sommecaise, Saint-Denis-sur-Ouanne, Saint-Martin et Champignelles (mais ni Villiers, ni Perreux, ni Malicorne ne sont encore érigés en paroisse, ces lieux n’existant peut-être pas encore). Cet archidiaconé recouvrait l’ancien pagus senonensis, l’une des cinq divisions territoriales de la civitas des Sénons, qui formait elle-même l’archidiocèse de Sens.
Un prieuré fut créé sur la route de Grandchamp à Champignelles sous le vocable de saint Val, sans que l’on sache si l’une des deux abbayes précitées, Sainte-Colombe ou Saint-Germain, en fut la fondatrice. Pierre de Courtenay, frère du roi Louis VII, au moment de partir pour la seconde fois en Terre Sainte en 1179, d'où il devait ne pas revenir : « donne à la même église de Rosoy et aux saintes moniales de Cloix le quart et la justice, c'est-à-dire tout ce que j'avais, dans la forêt de Saint-Val ». Ce texte suggère que le prieuré de Saint-Val était devenu par le malheur des temps une simple dépendance du modeste établissement monastique de Cloix. Saint-Val, comme Cloix, avait disparu depuis longtemps lors de l'édition en français du pouillé de l'archidiocèse de 1648.
En septembre 1276, la cure de Grandchamp faisait partie des très nombreux légataires de Guillaume de Courtenay, seigneur de Champignelles, à hauteur de cinq sous « pro servicio faciendo ».
Quatre seigneuries se partageaient le finage de Grandchamp : La Grange, les Brossards, Plancy et Grandchamp proprement dit. Plancy, situé entre le village et Saint-Denis, comprenait une motte, disparue mais encore mentionnée sur la carte de Cassini, un moulin et un domaine agricole. La Grange dite « au Roi » porte le nom de ses seigneurs du XVIe siècle : les Le Roy.
Un fief séant à Gandchamp, mouvant de la châtellenie de La Ferté-La-Loupière (sic) et tenu par Philbert de Brétigny, est cité comme tel dans l'aveu et dénombrement rendu au roi en 1389 par le comte de Joigny. Il doit s'agir des Brossards qui est la seule seigneurie de la paroisse de Grandchamp mentionnée dans les « Coutumes générales du bailliage de Troyes en Champagne » au titre de la châtellenie susdite.
Les villageois de Grandchamp étaient en effet assujettis à des coutumes différentes selon leur domicile : La Grange appliquait la coutume d'Auxerre (mais cela était contesté), Les Brossards celle de Troyes, tandis que le village et la Motte suivaient celle de Montargis-Lorris.

### Époque moderne
Le premier seigneur de Grandchamp dont nous ayons connaissance est Jean Le Roy, mort entre 1520 et 1530. L'un de ses deux fils, Guillaume, capitaine d'une compagnie de cent arquebusiers (1569) s'est marié avec Jeanne de Salins. C’est en qualité de seigneur de La Grange-aux-Rois (-au-Roi) (ce nom venant, on l'a vu de la famille seigneuriale Le Roy), de Vauvillon et des Berthelots, qu’il se fait représenter par maître François Le Roi à la séance d’ouverture de la rédaction de la coutume d’Auxerre le 16 juin 1561 en l’hôtel épiscopal. Sous le nom de « monsieur de La Grange-aux-Rois qui demeuroit dans la Puisaie », il est sollicité en août 1569 pour commander aux troupes qui s'apprêtaient à reprendre le château épiscopal de Régennes aux huguenots qui s'y étaient réfugiés après leur éviction de la ville d'Auxerre. Ambroise Challe précise : « Un vieil officier qui avait fait les campagnes d'Italie, Guillaume Roy, seigneur de La Grange aux Roy, vint de la Puisaye avec une compagnie de cent arquebusiers. Le canon ayant fait brèche, on put, à l'aide d'un train de bois qui descendait la rivière et que l'on fit entrer dans le canal qui formait le fossé du château, monter à l'assaut et la place fut emportée ».
Guy Le Roy, frère de Guillaume, apparaît en 1531, en qualité de seigneur de Grandchamp à la rédaction de la coutume de Lorris-Montargis. On peut lui attribuer le portail Renaissance de l’église paroissiale de Grandchamp (armes bûchées (martelées : cf. Wiktionnaire), datées 1546) et la création de trois foires annuelles accordées par Henri II en 1548. Il figure dans l’église, à genoux, en tenue de gentilhomme, implorant son saint patron. Il  eut deux filles, Jeanne-Michelle et Jacqueline Le Roy de Grandchamp, qui épousèrent respectivement les deux frères, Joachim et Henri de Saarebruck-Roucy, d’une branche bâtarde de cette illustre Maison (fils de Louis, seigneur de Sissonne (1465-av. 1536), bâtard de Jean VII de Roucy : cf. Racines&Histoire, p. 17-19 et Geneanet Pierfit). Joachim de Roussy, capitaine de 50 hommes d'armes, est seigneur de Grandchamp du chef de sa femme et c'est en cette qualité qu'il est appelé le 15 juin 1561 à séance d'ouverture de la rédaction de la coutume d'Auxerre, conjointement avec sa belle-sœur Jacqueline Le Roi, veuve d’Henri de Roussy, en son vivant seigneur de Sissonne et de Grandchamp, chambellan d'Antoine de Bourbon, roi de Navarre. Le procès-verbal de cette réunion nous informe des différentes contestations qui se sont élevées, notamment au sujet de Grandchamp :
« Par lesdits Fernier et Fournier, avocat et procureur, pour lesdits Messire Joachim de Roussy et aussi pour les manans et habitants audit Grand-Champ a été dit que ledit lieu de Grand-Champ est mouvant des baronnies de Thoucy et Champinelles, lesquelles baronnies ensemble ledit lieu de Grand-Champ ont été de tous tems régies et gouvernées sous ladite coutume de Montargis et de Lorriz, protestans audit nom comme dessus ».
Peu après, les terres de Grandchamp et de La Grange-au-Roi sont vendues par les Roucy à Paul Choart de Buzenval, gentilhomme ordinaire de la maison du Roi de Navarre, futur Henri IV, puis conseiller de sa Majesté en ses conseils d'État et privé, enfin ambassadeur de France (cf. Gustave Baguenault de Puchesse, en ligne sur JSTOR). Envoyé tout d'abord auprès de la Reine Élisabeth d'Angleterre, il mécontenta cette ombrageuse princesse et fut alors envoyé en Hollande. Sa correspondance d'ambassadeur en Hollande (1594-1606), conservée à la BNF, a été publiée. Paul Choart, célibataire sans descendance, légua Grandchamp à sa sœur Françoise Choart, épouse de Pierre François Della Robbia (~1540-1609), contrôleur du domaine royal à Paris, seigneur de Puteaux, fils de Girolamo Della Robbia (1488-1566), céramiste, architecte et valet de chambre du roi.
Pierre François Della Robbia et Françoise Choart eurent deux fils : Hierosme et Charles, nés respectivement en 1576 et 1582. Le constructeur du château et des communs est très probablement Hierosme (1576-1654), écuyer ordinaire de la Petite Écurie, seigneur de Grandchamp et de la Grange-au-Roi, mort sans postérité d’Antoinette Grenier. Des épis de faîtage en grès vernissé dans les communs, portant la date de 1642 et chiffrés RC, marquent probablement la fin des travaux.
Son frère cadet Charles Della Robbia, qui fut conseiller au Grand Conseil, avait également dû hériter, partiellement du moins, de Grandchamp. De Diane Le Picard, fille d’un intendant de police, il eut un fils Guy, mort jeune, et une fille Françoise, née en 1615. C’est à l’âge de dix ans, en 1625, que Françoise Della Robbia hérite de son père Charles et de son frère Guy. Mais elle ne reçut Grandchamp de son oncle et tuteur Hierosme qu’au décès de celui-ci en 1654. Françoise épouse à seize ans Charles Le Maistre, futur capitaine aux galères du roi, fils de Jean-Jacques Le Maistre, auditeur puis maître des Comptes, écuyer ordinaire de la Petite Écurie du roi à Versailles. Le contrat de mariage est daté à Grandchamp du 13 mai 1631.
Ses petits-enfants, acculés à la faillite, devront vendre Grandchamp en 1695 à Melchior (Ier) de Jordy de Cabanac, commandant de la Petite Ecurie (né vers 1643 et † en 1710 ; oncle de François). De son épouse Marie Courtin, dite la Jeune (Racines&Histoire : Courtin, p. 10 et 14), il eut pour fils cadet Guy de Jordy de Cabanac, mestre de camp de cavalerie, marquis de Grandchamp, (1685 – 1761), lui-même marié à Marie-Anne Guérin de Bruslard, fille de Robert Jean Guérin de Bruslard, major de la ville de Dunkerque, seigneur de Bruslard (cf. Armorial de Champagne > Guérin : les armes sont bien celles des Guérin de Bruslard) et de Marguerite Madeleine de Courtenay, dame du Coudray (petite-fille naturelle de Gaspard II de Courtenay-Bléneau (1602-1655) : cf. Racines&Histoire : Courtenay, p. 14).
Anne-Marie-Madeleine de Jordy de Cabanac, sa fille, était aussi possessionnée à Perreux (voir à cet article) ; elle épousa son cousin issu de germain Eléonor-Charles Courtin du Saussois (ou de Tanqueux), mousquetaire noir, et vendit Grandchamp à Bénigne-Henri (de) Sacriste de Tombebœuf (cf. baron Henri de Woelmont de Brumagne (1881-1931) : Notices généalogiques, chez Edouard Champion, 1923, p. 696), sire de Louesme et Tannerre, premier lieutenant des Gardes Françaises, colonel d’Infanterie (1788), chevalier de l’Ordre royal et militaire de Saint-Louis. Paralysé dès 1787, il donna sa démission de l'armée et alla prendre les eaux à Aix-La-Chapelle d'où il revint en octobre 1792. Cette circonstance fut qualifiée d'émigration ce qui entraîna la vente de ses biens « au profit de la Nation ». Mais son épouse, Charlotte de Bombelles, fille aînée de Joseph-Henri, avait pu se porter acquéreur de la terre de Grandchamp pour 300.000 francs dès le 27 juillet 1790. Déclaré suspect, le citoyen Sacriste fut incarcéré fin 1793 dans la maison de détention de Joigny où il mourut le 13 Brumaire An III, sourd, muet et perclus de tous ses membres, après un an et demi de souffrances.
Sous le nom de « De Sacriste, marquis de Tombeboeuf, ancien premier lieutenant des Gardes françaises, chevalier de l'Ordre royal et militaire de Saint-Louis », il avait signé la « Protestation des Gentilshommes de la Puisaye contre le décret du 19 juin 1790 portant suppression de la noblesse héréditaire ».
Leur fille Augustine Joséphine Henriette de Sacriste de Tombebœuf, épouse de Denis-Scipion de Grimoard de Beauvoir du Roure de Beaumont-Brison, hérita du château de Grandchamp où elle mourut le 22 mars 1855. Ses héritiers vendront Grandchamp à M. Defrance, ancêtre de l'actuel propriétaire. M. du Roure mourut maire de Grandchamp en septembre 1817.

## Économie
L’activité est essentiellement agricole sous forme d’exploitations indépendantes ou de sociétés coopératives agricoles.

## Politique et administration
| Période       | Période | Identité      | Étiquette | Qualité     |
| ------------- | ------- | ------------- | --------- | ----------- |
|               |         |               |           |             |
| maire en 1962 | ?       | Robert Moreau | Rad.-DVG  | Cultivateur |
| mars 2001     |         | Daniel Ruty   |           |             |

Maire délégué actuel : Hervé Riotte

## Démographie
L'évolution du nombre d'habitants est connue à travers les recensements de la population effectués dans la commune depuis 1793. À partir du 1er janvier 2009, les populations légales des communes sont publiées annuellement dans le cadre d'un recensement qui repose désormais sur une collecte d'information annuelle, concernant successivement tous les territoires communaux au cours d'une période de cinq ans. 
Pour les communes de moins de 10 000 habitants, une enquête de recensement portant sur toute la population est réalisée tous les cinq ans, les populations légales des années intermédiaires étant quant à elles estimées par interpolation ou extrapolation. Pour la commune, le premier recensement exhaustif entrant dans le cadre du nouveau dispositif a été réalisé en 2007,.
En 2013, la commune comptait 367 habitants, en évolution de 0 % par rapport à 2008 (Yonne : −0,46 %, France hors Mayotte : +2,49 %).
| 1793 | 1800 | 1806 | 1821 | 1831 | 1836 | 1841 | 1846  | 1851  |
| ---- | ---- | ---- | ---- | ---- | ---- | ---- | ----- | ----- |
| 841  | 889  | 867  | 873  | 881  | 954  | 980  | 1 018 | 1 044 |

| 1856  | 1861  | 1866  | 1872  | 1876 | 1881 | 1886 | 1891 | 1896 |
| ----- | ----- | ----- | ----- | ---- | ---- | ---- | ---- | ---- |
| 1 079 | 1 081 | 1 075 | 1 035 | 979  | 991  | 953  | 945  | 881  |

| 1901 | 1906 | 1911 | 1921 | 1926 | 1931 | 1936 | 1946 | 1954 |
| ---- | ---- | ---- | ---- | ---- | ---- | ---- | ---- | ---- |
| 838  | 871  | 766  | 725  | 797  | 743  | 679  | 693  | 678  |

| 1962 | 1968 | 1975 | 1982 | 1990 | 1999 | 2007 | 2011 | 2013 |
| ---- | ---- | ---- | ---- | ---- | ---- | ---- | ---- | ---- |
| 569  | 495  | 422  | 402  | 381  | 360  | 363  | 369  | 367  |

## Lieux et monuments
- Château de Grandchamp du XVIIe siècle, classé aux monuments historiques

Monuments de Grandchamp
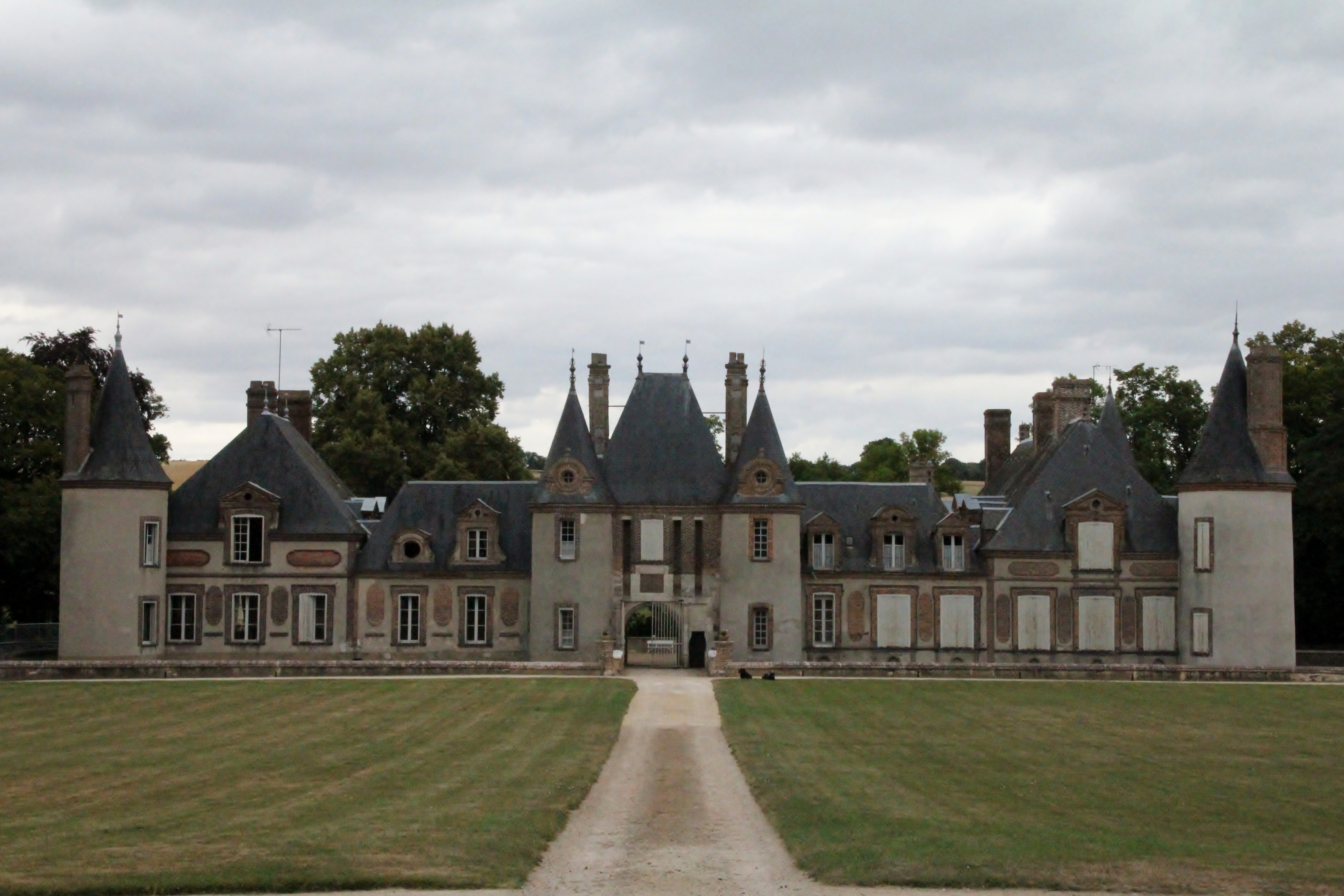
Château.
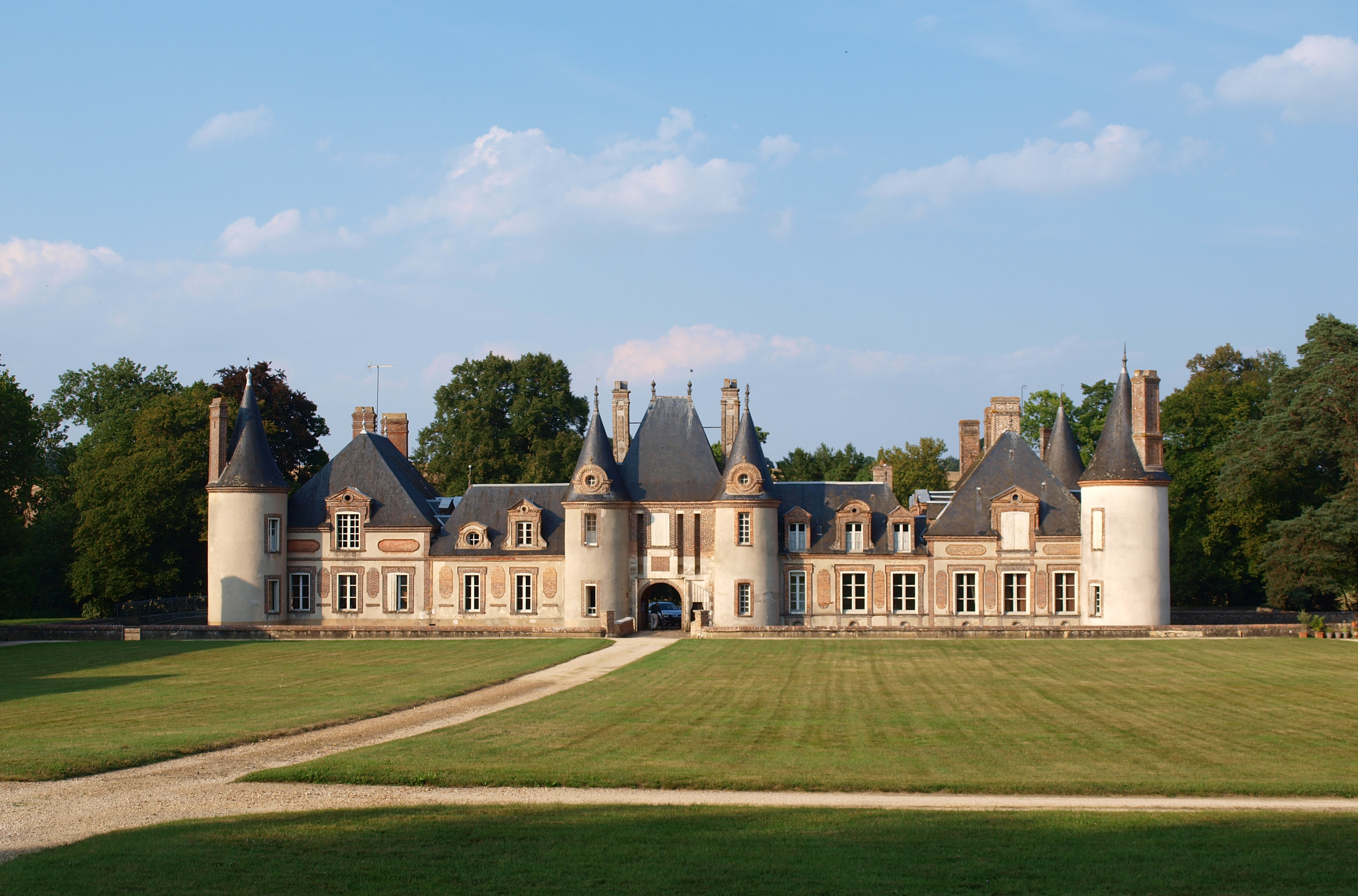
Château.
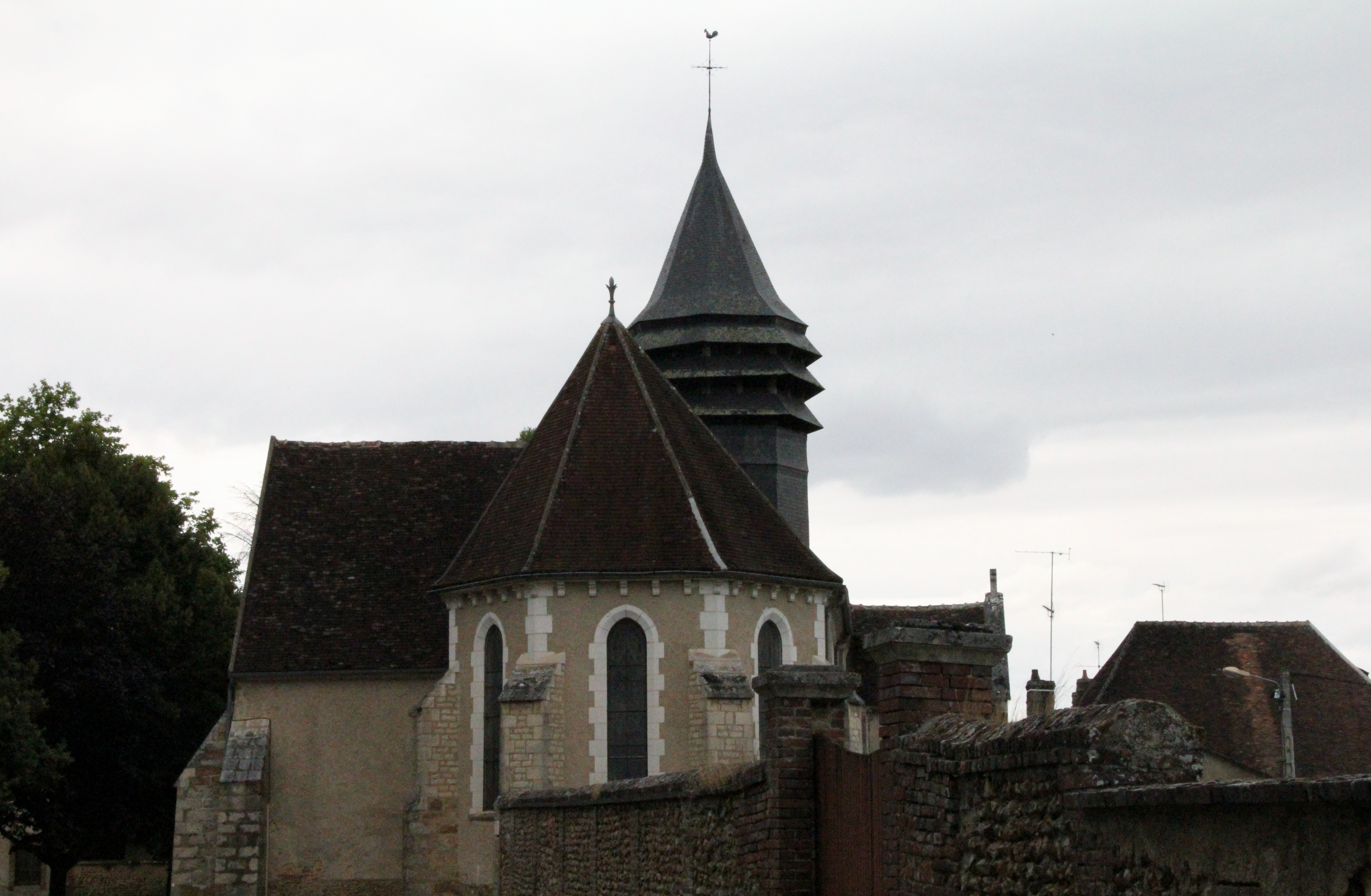
Église.
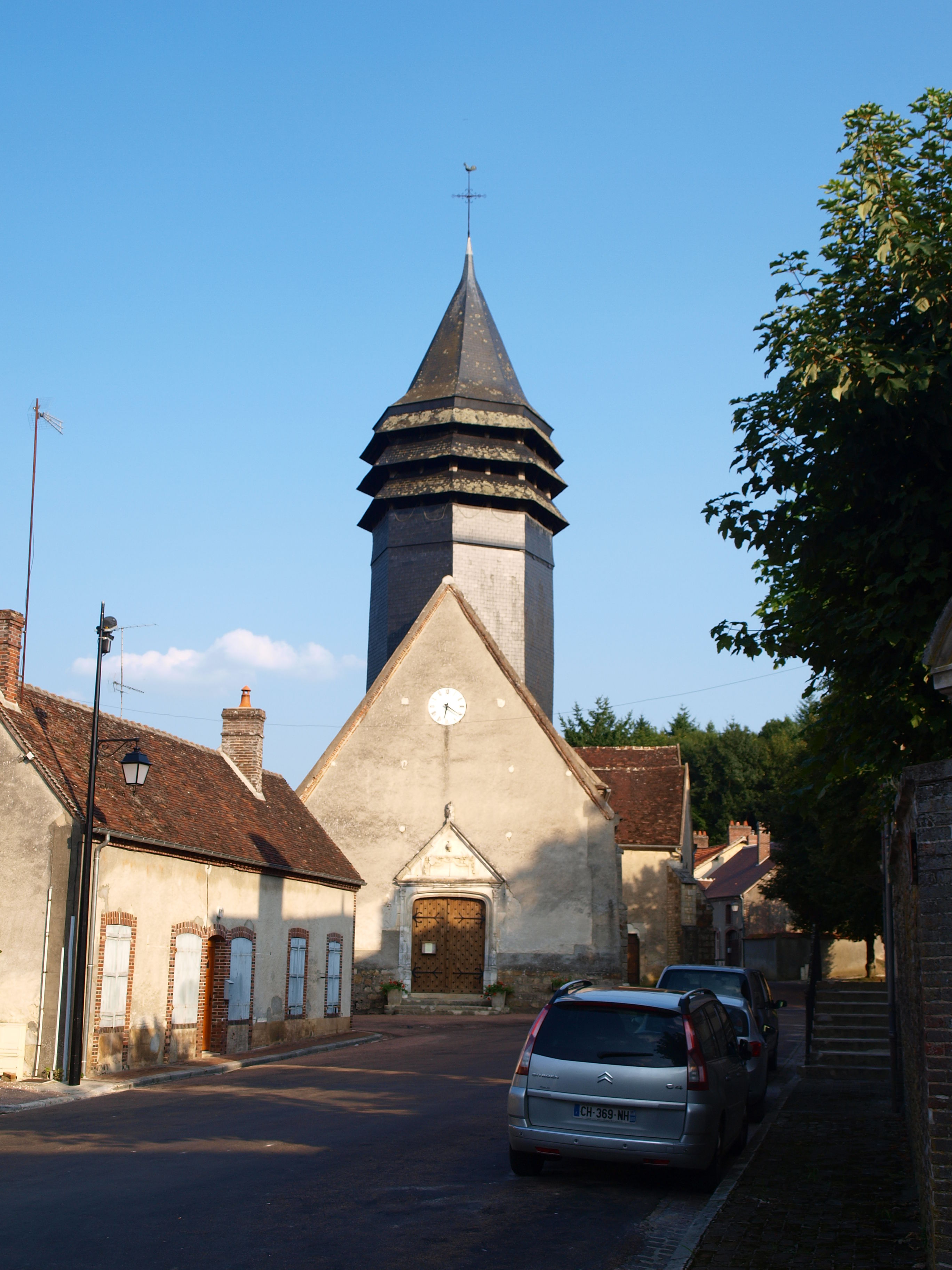
Église.
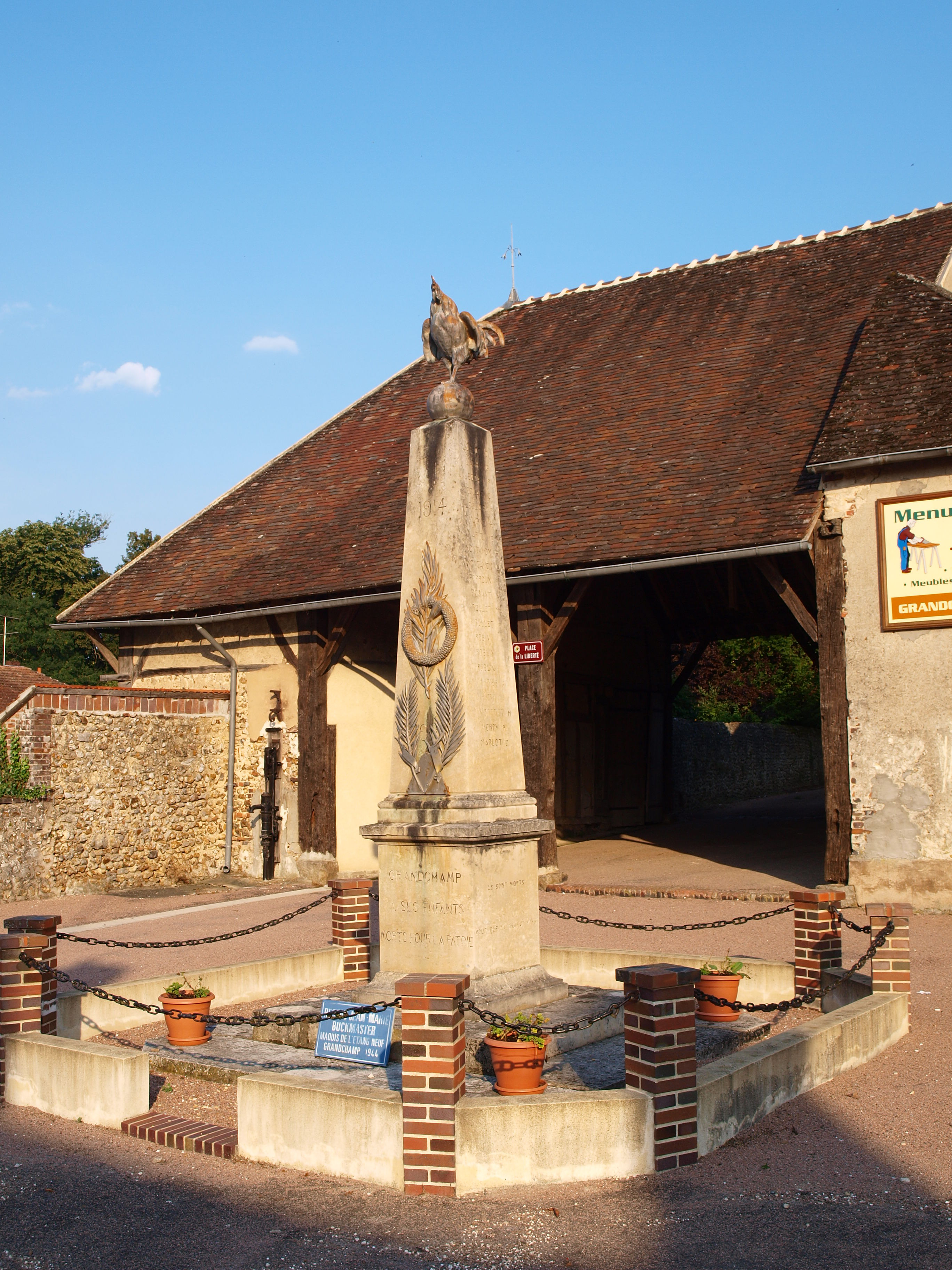
Monument aux morts.
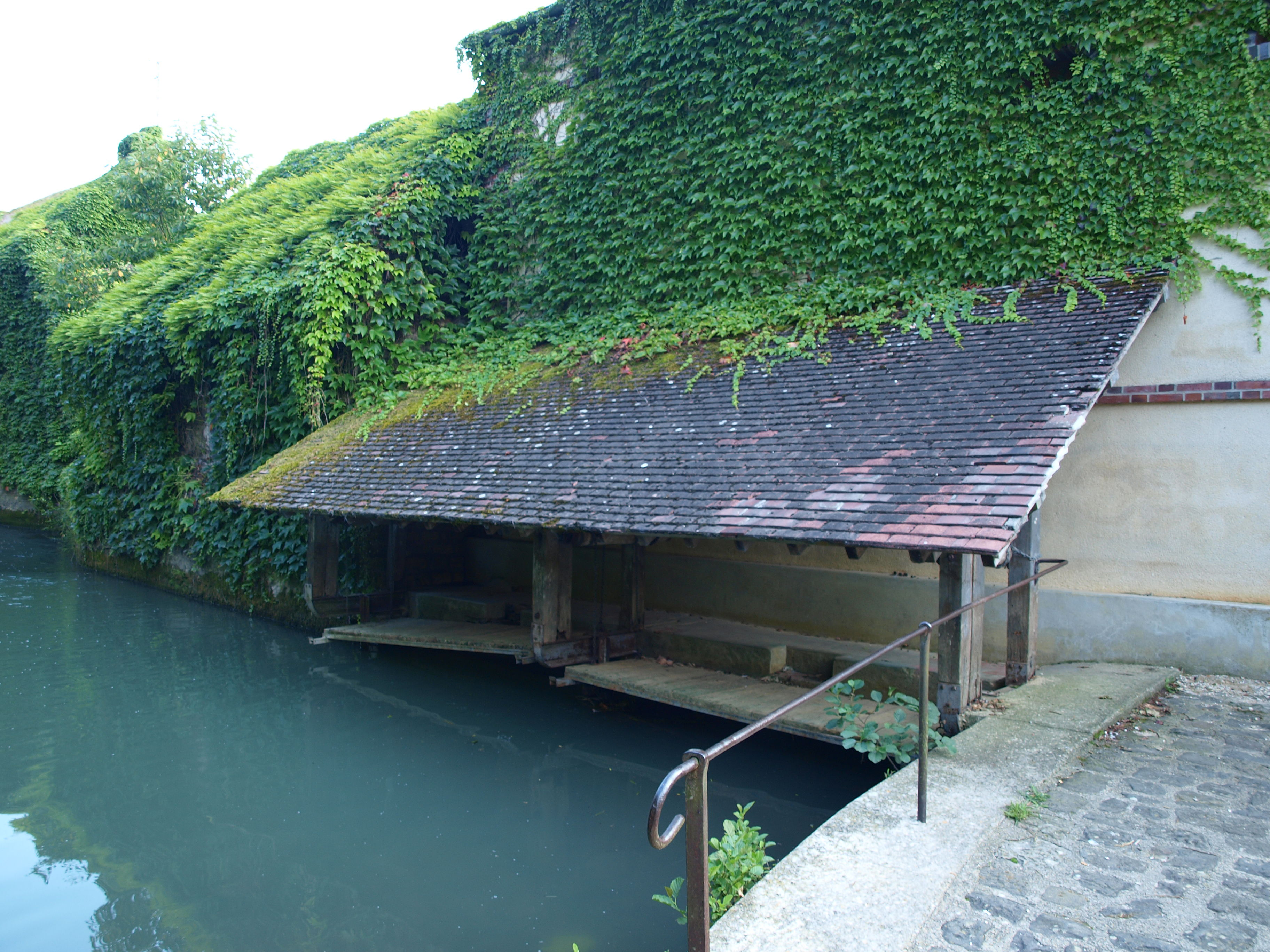
Lavoir sur l'Ouanne.

## Personnalités liées à la commune
Paul Choart de Buzenval, seigneur de Grandchamp et de La Grange-au-Roi, gentilhomme ordinaire de la maison du Roi de Navarre, depuis Henri IV, et conseiller de sa Majesté en ses conseils d'État et privé, ambassadeur de France en Angleterre puis aux Provinces-Unies (voir historique ci-dessus).

## Environnement
La commune inclut trois ZNIEFF.
La ZNIEFF des étangs, prairies et forêts du Gâtinais sud oriental totalise 15 600 ha répartis en de nombreux sites sur 27 communes et vise particulièrement les habitats d'eaux douces stagnantes ; les autres habitats inclus dans cette ZNIEFF sont des eaux courantes, des prairies humides et mégaphorbiaies, et des bois.
Localement, cette ZNIEFF couvre le réseau hydrographique du Péruseau au début du parcours de ce dernier et dans une zone marquée par l'eau. Sur Grandchamp ce sont 675 ha concernés sur une large part du nord-est de la commune, incluant  l'étang Neuf (3,8 ha) et deux branches principales du ru des Pierres (voir l'article sur le Péruseau).
La ZNIEFF du bois de Barre, au sud de la commune, est entièrement incluse dans la première ZNIEFF. Elle vise elle aussi principalement les eaux douces stagnantes, ici dans les bois uniquement. Elle couvre un total de 351 ha répartis sur trois communes, dont approximativement 100 ha sur Sommecaise où elle inclut l'étang des Bergeries et l'étang du Clocher ; 89 ha sur Perreux incluant l'étang de Brion, deux petits étangs voisins, et environ 80 ares de l'étang de 1,8 ha dans le bois des Levrats ; et 162 ha sur Grandchamp dont le bois de Barre, le bois Blanc, la Pâture d'Épine et la partie nord des Grands Taillis. Le tout comprend trois branches du ru des Pierres (voir l'article sur le Péruseau) et est parsemé de mares et de nombre de trous humides.
La ZNIEFF de la vallée de l'Ouanne de Toucy à Douchy, totalisant 2 675 ha répartis sur 6 communes. Elle vise particulièrement les habitats d'eaux courantes (milieu déterminant) ; on y trouve aussi des tourbières, marais, prairies améliorées, cultures et bocages. Sur Grandchamp, comme le nom l'indique elle couvre toute la vallée de l'Ouanne y compris tout le coteau en rive gauche en aval du hameau les Gélisses. Elle n'inclut pas le coteau en rive droite.

## Pour approfondir